# Michelle Hurd
Michelle Hurd (Nova Iorque, 21 de dezembro de 1966) é uma atriz americana mais conhecida por seu papel como a detetive Monique Jeffries no seriado Law & Order: Special Victims Unit. Participou de outras séries como ER, The O.C., Gossip Girl e Hawaii Five-0, entre outras.